# لويس أ. كابلان
لويس أ. كابلان (بالإنجليزية: Lewis A. Kaplan)‏ هو محامي وقاضي أمريكي، ولد في 23 ديسمبر 1944 في جزيرة ستاتن في الولايات المتحدة.